# Kalkumer Fehde
Die Kalkumer Fehde war eine spätmittelalterliche Auseinandersetzung zwischen bergischen Rittern und der Bürgerschaft von Köln, die in zwei kurz nacheinander erklärten Fehden ausgetragen wurde. Während in der ersten Fehde zusätzlich nur der Herzog von Berg mit eingeschaltet wurde, waren in der zweiten auch dessen Sohn sowie der Kölner Erzbischof beteiligt. Die erste Fehde dauerte von 1398 bis 1402, die zweite von 1404 bis 1406.

## Vorgeschichte
Auslöser des Streits war das Raubrittertum bergischer Ritter gegen Kölner Kaufleute und deren Besitzungen außerhalb von Köln sowie die Gefangennahme und Hinrichtung von Mitgliedern der Adelsfamilie von Kalkum, die an derartigen Übergriffen beteiligt waren, durch die Kölner.

## Erste Kalkumer Fehde
Die Gefangennahme und Einkerkerung der Ritter Hermann von Goch und Goswin von Kemnate durch die Kölner im Jahr 1395 war die Ursache der ersten Fehde. Beide gehörten zur Familie der Herren von Kalkum (auch Calcum, Caelcheim oder Calcheym geschrieben). Wegen dieser Inhaftierung in Köln intervenierten die Brüder Conrad und Wilhelm von Calcheym schriftlich beim Kölner Rat.
Neben diesen beiden Verwandten der Inhaftierten schlossen sich weitere bergische Ritter diesem Einspruch an. In den nun folgenden Verhandlungen wurde Herzog Wilhelm von den Kölnern zu dieser Angelegenheit eingeschaltet. In allen Antworten der Kölner zu diesem Vorfall führte der Stadtrat an, dass die beiden Ritter wegen „einiger Vorkommnisse“, die die Kölner beträfen, festgesetzt worden seien und ihnen „kein Unrecht widerfahren werde“. Nach längeren Versuchen, die Angelegenheit friedlich zu beenden, wurden, da für beide Seiten keine befriedigende Lösung erreicht werden konnte, die Gefangenen von den Kölnern vor Gericht gestellt. Am 26. April 1398 kam es zum Prozess gegen Goswin von Kemnate und es folgte am 4. Mai die Verhandlung gegen Hermann von Goch. Die Urteile für beide Angeschuldigten waren gleich und lauteten „Hinrichtung durch das Schwert“. Darauf wurden am 7. Mai 1398 die Urteile vollstreckt und die beiden Ritter enthauptet.
Wegen dieser Enthauptung wurde der erste Fehdebrief von den Brüdern Zeris und Adolf von Kalkum sowie einigen weiteren Mitglieder der Familie am 20. Dezember 1398 an die Kölner übergeben. Es folgte noch ein Fehdebrief am 25. September 1399, da sich weitere bergische Ritter dieser Fehde anschlossen. Mit mehreren Versuchen wurde versucht die Fehde gütlich zu beenden. Auch an Herzog Wilhelm sandten die Kölner ein weiteres Schreiben, um durch dessen Hilfe die Fehde zu entschärfen. Der Herzog erreichte auch, dass Zeris von Kalkum am 31. Juli 1400 eine Friedenszeit von vierzehn Tagen erklärte und erneut „Sühneverhandlungen“ mit den Kölnern erfolgten. Diese führten jedoch zunächst zu keinem positiven Ergebnis.
In der Zwischenzeit gelang es den Kalkumern, über vierzig weitere bergische und niederrheinische Ritter als Unterstützer für ihre Fehde zu gewinnen. Am 13. November 1400 sandten diese neuen Mitstreiter der Kalkumer einen weiteren Fehdebrief an Köln. Trotz dieses weiteren Fehdebriefes wurden die Bemühungen, die Angelegenheit friedlich zu beenden, fortgesetzt. Der Herzog teilte den Kölnern mit Schreiben vom 4. Dezember mit, dass mit Zeris von Kalkum vereinbart wurde, die Fehde zu beenden. Diese Entschärfung der Fehde führte dazu, dass am 13. Dezember 1400 Zeris und am 12. August 1401 Conrad und Wilhelm von Kalkum schriftlich ein Ende der Fehde erklärten.
Mit diesen schriftlichen Zusagen war die Fehde aber noch nicht erledigt. Mit Schreiben vom 5. Juni 1402 widerrief Conrad von Kalkum seine Zusage vom Ende der Fehde. Die Verhandlungen wurden deshalb weitergeführt und es gelang nun endgültig eine einvernehmlichen Lösung zu erreichen. Mit Schreiben vom 16. Juni bestätigten Conrad, Wilhelm und Zeris von Kalkum die Annahme der angebotene Sühne durch die Kölner mit der Zahlung von 56 Gulden.  Zeris von Kalkum bestätigte am gleichen Tag auch schriftlich den Empfang des Geldes.  Adolf von Kalkum war in der Zwischenzeit verstorben, so dass dieser das Ende der Auseinandersetzung nicht mehr erlebte. Es folgte noch am 10. Juni ein weiterer Sühnebrief von Ritter Gerad von Reymscheit und die erste Fehde zwischen den Rittern von Kalkum und der Stadt Köln war nach vier Jahren ohne Kriegshändel beendet.

## Zweite Kalkumer Fehde
Nur zwei Jahre nachdem die erste Fehde in der Folge der Hinrichtung von Mitgliedern der Familie der Herren von Kalkum ohne kriegerische Handlungen beendet werden konnte, kam es zu einer weiteren Fehde zwischen den Rittern von Kalkum und der Stadt Köln. Auslöser war auch diesmal die Gefangennahme und Hinrichtung eines „Ritters von Kalkum“ durch die Kölner.
Ludelein, einer der Söhne des Edelherrn Arnold von Kalkum, war bei einem Überfall auf Kaufleute im Umfeld der Stadt Köln 1404 durch deren Söldner aufgegriffen und festgesetzt worden. Er gab sich als Herr von der Tacken aus Duisburg aus. Unter diesem Namen wurde er aber von den Kölnern nicht als Angehöriger der Herren von Kalkum erkannt und der Name war auch nicht im Kölner Fehderegister enthalten. Er wurde deshalb als ein gemeiner Wegelagerer angesehen und verurteilt sowie hingerichtet.
Nach Kenntnis dieses Vorfalls mit Hinrichtung erhoben der Vater Arnold mit seinem weiteren Sohn Wilhelm Klage in Köln wegen unzulässiger Tötung des Sohnes beziehungsweise des Bruders. Die Kölner wehrten sich mit dem Hinweis, dass ihnen unbekannt gewesen sei, ein Mitglied der Familie von Kalkum gefangen und verurteilt zu haben, und verwiesen auf die Schöffen des Hochgerichtes. Mit diesen Aussagen waren die Kalkumer nicht einverstanden und betrachteten die Angelegenheit weiterhin als eine unzulässige Handlung der Kölner. Zudem lehnten sie es ab, mit den Schöffen zu verhandeln.
Am 21. August 1404 übersandten die Brüder Heinkin, Wilhelm und Heinrich von Kalkum wegen der Hinrichtung einen Fehdebrief an Köln. Am gleichen Tag folgten noch zwei weitere Fehdebriefe von verbündeten Rittern der Familie von Kalkum. Einer der Verbündeten war der Edelherr Johann von Redinghoven. Die nun folgenden Verhandlungen führten am 3. September 1404 zu einer zeitlich begrenzten Friedensvereinbarung bis zum 7. Oktober und weiteren diversen Verlängerungen bis zum 5. Mai 1405, obwohl am 15. November ein weiterer Fehdebrief von neuen Verbündeten der Kalkumer mit Bezug auf Arnold von Kalkum übersandt wurde. Zwischenzeitlich hatten am 28. Februar 1405 zudem Wilhelm und Peter von Kalkum sowie Johann von Redinghoven schriftlich einen Waffenstillstand erklärt.
Inzwischen verschärfte sich die Fehde erheblich, da nun auch der Sohn des regierenden Herzoges von Berg die Kalkumer unterstützte. Dieser Sohn Graf Adolf von Ravensberg lag im Streit mit seinem Vater, dem Herzog Wilhelm von Berg. Er versuchte diesen nach dessen verlorener Schlacht von Kleverhamm zu entmachten und hatte ihn deshalb seit November 1403 auf Schloss Burg gefangen gesetzt. Da der Herzog die Kölner in dieser Fehde unterstützte, wählte der Sohn die Seite der Gegner, da er seinerseits auch mit Köln bereits im Streit lag.
Dieser Streit betraf überhöhte Zollgebühren und Abgaben im Bereich des Herzogtums Berg, die Gefolgsleute des Grafen Kölnern Händlern auferlegt hatten und die nun zurückgefordert wurden. Diese unzulässig hohen Abgaben standen im Gegensatz zu gültigen Vereinbarungen zwischen Graf Adolf und den Kölnern. Graf Adolf war am 30. April 1403 Kölner Ehrenbürger geworden und hatte dabei zugesagt, keinerlei Maßnahmen zu ergreifen, die im Gegensatz zu den Interessen der Kölner stehen würden.
Graf Adolf sandte nach dem Einspruch der Kölner drei seiner Gefolgsleute als Unterhändler nach Köln. Die  Verhandlungen führten aber zu keiner Einigung und die Übergriffe auf die Kölner im gesamten Herzogtum Berg und sogar in Kurkölner Gebieten wurden fortgesetzt. Zusätzlich drangsalierte besonders Arnold von Kalkum mit Billigung des Grafen Adolf weiter die Kaufleute zwischen Neuss und Bonn zu Land und auf dem Rhein mit der Abpressung von Abgaben.
Inzwischen schaltete sich auch der Kölner Erzbischof Friedrich III. von Saarwerden in den Konflikt ein, da dieser den Herzog gegen seinen Sohn unterstützte und zudem auch Übergriffe in Kurkölner Gebieten erfolgten. Der Erzbischof forderte die Kölner am 30. August 1405 auf, mit ihm ein Bündnis gegen Graf Adolf und die Kalkumer zu schließen. Da trotz Verhandlungen die Übergriffe nicht beendet worden waren, schlossen die Kölner am 14. September dieses Bündnis mit dem Kölner Erzbischof. Es folgte bereits am 18. September 1405 eine Kriegserklärung an Graf Adolf von Ravensberg, Ritter Arnold von Kalkum und deren Mitstreiter. Ein kurzzeitiger nochmalige Versuch, über Verhandlungen die Sache ohne Kriegsmaßnahmen zu lösen, scheiterte.
Die Söldner des Erzbischofs und der Kölner fielen daraufhin in die nördlich von Köln gelegenen Berger Gebiete ein und überzogen diese mit Raub, Brandschatzung, Zerstörungen und Mord. Die Ratinger Vorstadt und alles drumherum wurde niedergebrannt und besetzt, Arnold von Kalkums „Haus“ völlig zerstört, Schloss Burg erobert und die Stadt Solingen besetzt.
Nach einigen Wochen mit kriegerischen Handlungen zogen sich die Söldner bis Anfang 1406 aus den überfallenen Gebieten weitgehend zurück, Solingen blieb aber für einige Zeit noch im Besitz des Erzbischofs. Die Friedensverhandlungen führten am 15. März 1406 zum Friedensschluss mit Graf Adolf und seinen Gefolgsleuten. Als Gegenleistung erhielt Graf Adolf am 28. März 1406 vom Erzbischof das Versprechen, ihn zum Marschall von Westfalen zu ernennen. Auch Ritter Arnold von Kalkum einigte sich nach weiteren Verhandlungen mit den Kölnern. Die Annahme der Sühne und damit das Ende der Fehde bestätigte Arnold mit Schreiben vom 23. Oktober 1406.
Hiermit war das Ende der Zweiten Fehde erreicht, da der Hauptfehdeführer die angebotene Sühne annahm. Aber einige Familienmitglieder der Kalkumer und deren Mitstreiter waren mit der erreichten Sühne für das Ende der Fehde nicht zufrieden. Bereits am 31. Oktober 1406 übersandte Peter von Kalkum einen neuen Fehdebrief, der sich erneut auf die Hinrichtung seines Bruders bezog. Bis Ende 1407 zogen sich aber weitere Anhänger der Kalkumer, die sich bisher der Aufhebung der Fehde nicht angeschlossen hatten, ebenfalls durch Annahme der Friedensvereinbarung von März 1406 von der Fehde zurück. Am 5. Januar 1408 übersandten trotzdem die Bastardbrüder des Hingerichteten, Heinrich, Evert und Ailf von Kalkum, ebenfalls einen erneuten Fehdebrief. Auch Peter von Kalkum hatte sich bis 1409 noch nicht mit den Kölnern über eine Sühne geeinigt.

## Fazit
Die Kalkumer Fehden waren typische Ereignisse des Spätmittelalters, die durch die teilweise Verarmung des Niederen Adels und besonders des Ritterstandes mit verursacht wurden. Die Fehde war zu dieser Zeit eine zulässige Form der Selbsthilfe, die angewandt wurde, wenn man anders „sein Recht“ nicht erreichen konnte. Die zweite Fehde wich in ihrer Bedeutung aber von einer „normalen Fehde“ ab, da durch die Beteiligung des späteren Herzogs Adolf von Jülich-Berg zusätzliche territoriale Aspekte mit in die Fehde einbezogen wurden, die über die eigentliche Ursache der Fehde hinausgingen und die zu einem lokal begrenzten und kurzzeitigen Krieg in den nördlichen Gebieten des Herzogtums Berg führten.